# Hartwig Gauder
Hartwig Gauder (Vaihingen an der Enz, 10 november 1954 - Erfurt, 22 april 2020) was een Duits atleet, die zich had toegelegd op het snelwandelen. Hij werd olympisch kampioen in deze discipline.

## Loopbaan
Gauder nam driemaal deel aan de Olympische Zomerspelen en won bij zijn debuut in 1980 de gouden medaille op de 50 kilometer. De spelen van 1984 moest hij vanwege de boycott van zijn vaderland de DDR aan zich voorbij laten gaan. In 1987 werd Gauder wereldkampioen en won een jaar later olympisch brons.

## Persoonlijke records
| Onderdeel          | Prestatie | Datum             | Plaats |
| ------------------ | --------- | ----------------- | ------ |
| 50 km snelwandelen | 3:39.45   | 30 september 1988 | Seoel  |

## Titels
- Olympisch kampioen 50 km snelwandelen - 1980
- Wereldkampioen 50 km snelwandelen - 1987
- Europees kampioen 50 km snelwandelen - 1986

## Palmares

### 50 km snelwandelen
- 1980:  OS 3:49.25 OR
- 1986:  EK 3:40.55
- 1987:  WK 3:40.53 KR
- 1988:  OS 3:39.45
- 1990:  EK 4:00.48
- 1991:  WK 3:55.14
- 1992: 6e OS 3:56.47

1932: Thomas Green ·
1936: Harold Whitlock ·
1948: John Ljunggren ·
1952: Pino Dordoni ·
1956: Norman Read ·
1960: Don Thompson ·
1964: Abdon Pamich ·
1968: Christoph Höhne ·
1972: Bernd Kannenberg ·
1980: Hartwig Gauder ·
1984: Raúl González ·
1988: Vjatsjeslav Ivanenko ·
1992: Andrej Perlov ·
1996: Robert Korzeniowski ·
2000: Robert Korzeniowski ·
2004: Robert Korzeniowski ·
2008: Alex Schwazer ·
2012: Jared Tallent ·
2016: Matej Tóth ·
2020: Dawid Tomala
1976 Veniamin Soldatenko ·
1983: Ronald Weigel ·
1987: Hartwig Gauder ·
1991: Aleksandr Potasjov ·
1993: Jesús Ángel García ·
1995: Valentin Kononen ·
1997: Robert Korzeniowski ·
1999: Ivano Brugnetti ·
2001: Robert Korzeniowski ·
2003: Robert Korzeniowski ·
2005: Sergej Kirdjapkin ·
2007: Nathan Deakes ·
2009: Sergej Kirdjapkin ·
2011: Sergej Bakoelin ·
2013: Robert Heffernan ·
2015: Matej Tóth ·
2017: Yohann Diniz ·
2019: Yusuke Suzuki
- Gemeinsame Normdatei: 120114402
- World Athletics: 14345667
- International Standard Name Identifier: 0000 0000 1283 2243
- Bibliotheek van het Japanse parlement: 00963907
- Virtual International Authority File: 74675684
- WorldCat: E39PBJyGTmKcpf3pVQQrJVdbBP